# Макс Шоволтер
Макс Шоволтер (англ. Max Showalter; 2 червня 1917 — 30 липня 2000) — американський актор театру, кіно і телебачення 1930-1980-х років. У титрах фільмів іноді вказувався як Кейсі Адамс (англ. Casey Adams).
За час своєї кар'єри Шоволтер зіграв у таких фільмах, як «З піснею в моєму серці» (1952), «Ніагара» (1953), «Небезпечний круїз» (1953), «Голос у дзеркалі» (1958), «Літо та дим» (1961), «Я повернулася, дорогий» (1963), «Шестеро моїх коханих» (1963), «Доля-мисливець» (1964), «Шістнадцять свічок» (1984) та «Наввипередки з місяцем» (1984).
На театральній сцені Шоволтер найбільше відомий по мюзиклу «Хеллоу, Доллі!», в якому він зіграв на Бродвеї та на гастролях 2300 разів. Він також був композитором, піаністом, співаком та художником.

## Біографія

### Ранні роки та початок кар'єри
Макс Шоволтер народився 2 червня 1917 року в Колдвеллі, Канзас, США. З ранніх років мати регулярно водила Шоволтера до місцевого кінотеатру, де працювала тапером, забезпечуючи музичний супровід німих фільмів.
Після закінчення школи Шоволтер переїхав на Західне узбережжя, де став вивчати акторську майстерність у театрі Пасадіни. З 1935 по 1938 рік він зіграв у цьому театрі майже в 100 спектаклях. Там його примітив драматург та успішний бродвейський продюсер Оскар Гаммерстайн II.

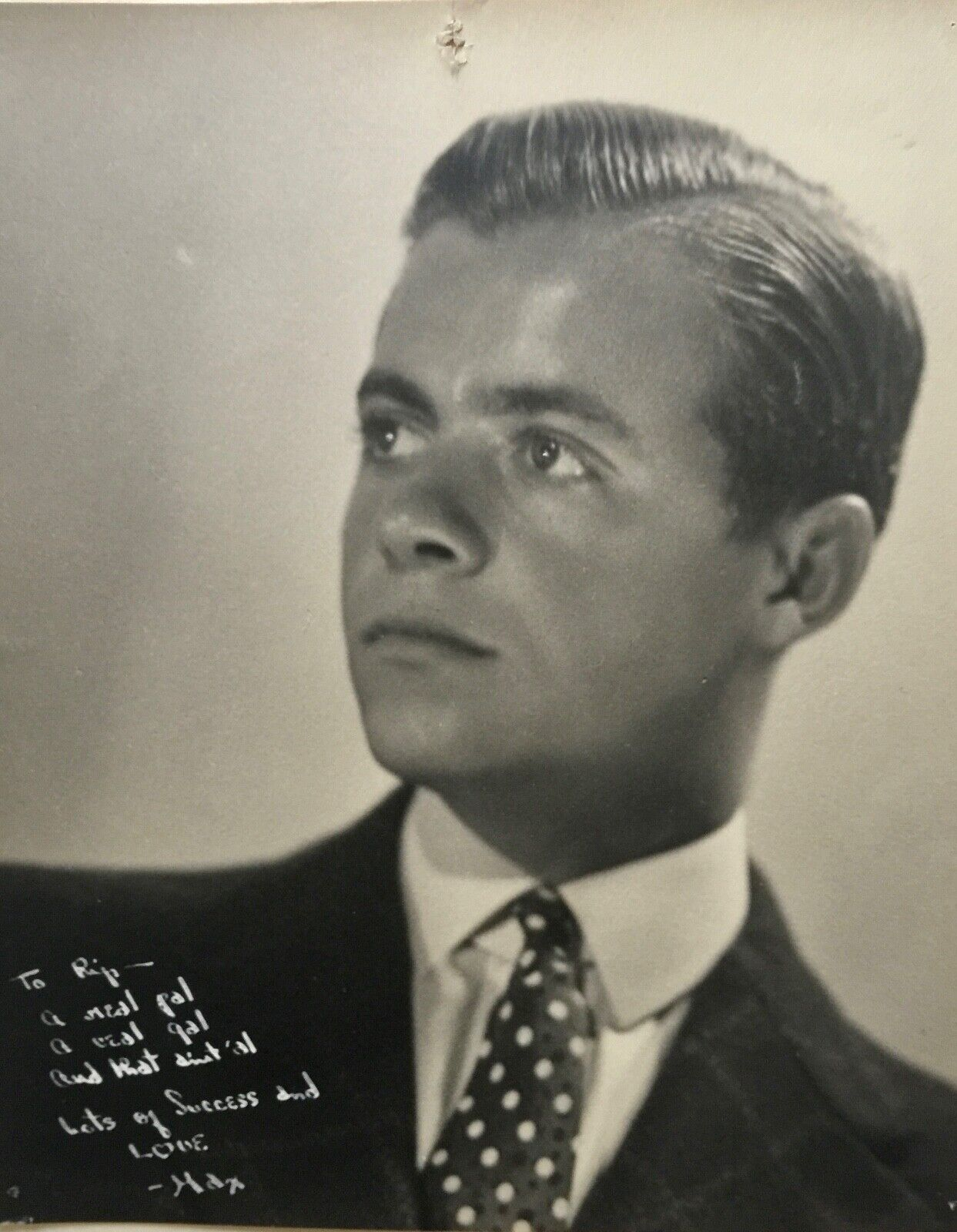
Макс Шоволтер у 1938 році.

### Бродвейська кар'єра
У 1938 році Шоволтер перебрався до Нью-Йорка, де дебютував на Бродвеї в музичному спектаклі Гаммерстайна «Лицарі пісні» (1938), після чого протягом двох років гастролював з мюзиклом Ірвінга Берліна «Це армія».
У 1940 році Шоволтер повернувся на Бродвей, де протягом наступного десятиліття грав у комедіях та мюзиклах. Зокрема, він мав роль у виставах «Дуже тепло для травня» (1939—1940) у постановці Вінсента Міннеллі за участю Ів Арден і Джун Еллісон, «Моя сестра Ейлін» (1940—1943) з Ширлі Бут, «Плавучий театр» (1946—1947), «Джон любить Мері» (1947—1948) і «Зроби мій Манхеттен» (1948—1949).
На початку 1950-х років Шоволтер перейшов у кінематограф, проте наприкінці 1960-х повернувся на бродвейську сцену, щоб зіграти у своїй найзнаменитішій ролі Гораса Вандергельдера в мегахіті «Хеллоу, Доллі!» (1967—1970). Шоволтер зіграв цю роль на бродвейській сцені і на гастролях 2300 разів, а його партнерками в різний час були Бетті Грейбл, Марта Рей і Керол Ченнінг.
1971 року Шоволтер зіграв у виставі «Голоси трави» (1971) за п'єсою Трумена Капоте, а пізніше став автором мюзиклу «Гарріган і Гарт», який йшов на бродвейській сцені в 1985 році.

### Кар'єра у кінематографі
У 1949 році Шоволтер дебютував у кіно в комедійній мелодрамі Роя Дель Рута «Завжди залишай їх, коли вони сміються» (1949), а в 1952 році зіграв невелику роль естрадного артиста в біографічному музичному фільмі з Сьюзен Гейворд «З піснею у моєму серці» (1952). У цій картині Шоволтер у парі з Девідом Вейном співав написану ним пісню Hoe that Corn.
Керівник студії 20th Century Fox Дерріл Занук звернув увагу на Шоволтера, підписавши з ним контракт, але при цьому вимагав від актора змінити ім'я на комерційніше Кейсі Адамс. В результаті протягом десяти років Шоволтер фігурував у титрах як Кейсі Адамс. Через десять років він повернув собі старе ім'я Макс Шоуолтер.
У 1952 році Шоволтер зіграв у мюзиклі «Яка ціна слави» з Джеймсом Кегні і комедії з Енн Бакстер «Найкраща подруга моєї дружини» (1952).

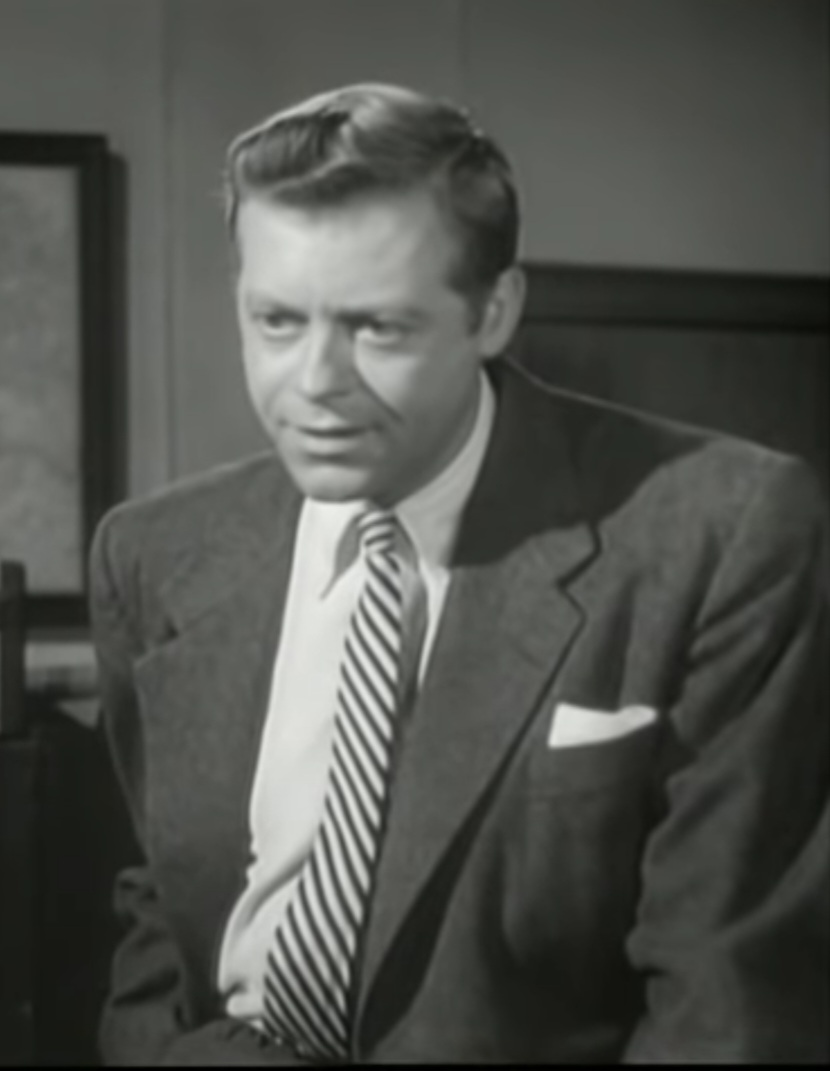
Макс Шоуолтер у фільмі «Незнищенна людина».

У 1953 році у фільмі нуар «Ніагара» (1953) Шоволтер зіграв одну з головних ролей дурного чоловіка Джин Пітерс, який намагається фліртувати з героїнею Мерилін Монро. У нуаровому трилері «Небезпечний круїз» (1953) з Джинн Крейн у ролі молодої дружини, яка стала жертвою підступних шахраїв, Шоволтер зіграв роль помічника капітана корабля, на якому розгортаються події картини. Оглядач Нью-Йорк таймс А. Вейлер відзначив Шоволтера серед кількох акторів, «які створюють додаткові образи підозрюваних». У фільмі нуар «Віккі» (1953), знову з Пітерсом і Крейном, Шоволтер був впливовим газетним оглядачем, який допомагає кар'єрному зростанню головної героїні, яку невдовзі вбивають.
У своєму четвертому нуарі «Очевидне алібі» (1954) зі Стерлінгом Гейденом та Глорією Грем Шоволтер зіграв невелику роль детектива поліції, який допитує підозрюваного у вбивстві. У поліцейському фільмі нуар «На трьох темних вулицях» (1954) Шоволтер виконав головну негативну роль шахрая, здирника і вбивці, що видає себе за друга загиблого чоловіка жертви (Рут Роман). Нарешті, у шпигунському трилері часів Холодної війни «Нічні ходи» (1954) з Грегорі Пеком у головній ролі Шовлотер мав невелику роль співробітника Державного департаменту США .
1956 року вийшла романтична комедія «Автобусна зупинка» (1956), в якій Шоволтер в невеликій ролі журнального фотографа знову працював з Мерилін Монро. У тому ж році Шоволтер був детективом поліції (і закадровим оповідачем) у фантастичному фільмі жахів «Незнищенна людина» (1956) з Лоном Чейні-молодшим у головній ролі, після чого у нього була важлива роль вченого у фантастичному трилері «Монстр, який кинув виклик світові» (1957). До кінця десятиліття Шоволтер зіграв ролі другого плану у вестерні «Різанина у Дрегон-Веллз» (1957), фільмі нуар «Самка» (1958) з Геді Ламарр, військовій драмі Рауля Волша «Голі і мертві» (1958) а також у комедії «Це трапилося з Джейн» (1959), в якій головні ролі виконали Доріс Дей та Джек Леммон.
У 1960-х роках він повернув собі ім'я Макс Шоволтер, продовжуючи постійно працювати, в кіно. Зокрема, він зіграв невелику роль глухого, якого рятує герой Берта Ланкастера, у драмі «Елмер Гантрі» (1960), у нього також були невеликі ролі в мелодрамах «Літо та дим» (1961) за п'єсою Теннессі Вільямса і «Повернення до Пейтон-плейс» (1961). Шоволтер продовжував грати невеликі ролі в таких фільмах, як сімейний мюзикл «Музикант» (1962), де був колегою-продавцем Роберта Престона, комедія з Деббі Рейнольдс «Шестеро моїх коханих» (1963), а також романтичні комедії «Я повернулася, коханий» (1963) з Доріс Дей і «Секс та незаміжня дівчина» (1964) з Тоні Кертісом, Наталі Вуд і Лорен Беколл. У другій половині 1960-х років Шоволтер зіграв ролі другого плану в детективному трилері «Доля-мисливець» (1964) з Гленном Фордом, комедії «Як вбити свою дружину» (1965) з Джеком Леммоном і культової романтичної комедії «Господь любить каяку» (1966) з Тьюсдей Велд.
У 1970-і роки у Шоволтера були ролі другого плану в кримінальному трилері з Шоном Коннері «Плівки Андерсона» (1971), музичної комедії з групою Bee Gees «Клуб одиноких сердець сержанта Пеппера» (1978). Він також був пастором, який пише погані пісні, у романтичній комедії «10» (1975) за участю Бо Дерек та Дадлі Мура.
У 1980-х роках Шоволтер зіграв у двох своїх останніх фільмах. Після ролі дідуся Моллі Рінгволд у популярній мелодрамі Джона Г'юза «Шістнадцять свічок» (1984) Шоволтер зіграв свою останню роль у романтичній комедії «Наввипередки з місяцем» (1984) за участю Шона Пенна та Ніколаса Кейджа.

### Кар'єра на телебаченні
Як зазначив історик кіно Гел Еріксон, «Шоволтер був одним із перших, хто пішов на телебачення». Вперше він з'явився на телеекрані в «Шоу Свіфта» 1948 року, а востаннє зіграв у серіалі «Човен кохання» 1984 року. Загалом за свою кар'єру Шоволтер зіграв у 95 епізодах 62 різних телесеріалів.
1956 року в півгодинному пілотному телефільмі «Це маленький світ» (1956) Шоволтер виконав роль доброго та врівноваженого батька сімейства Ворда Клівера. На основі цього телефільму було створено популярний комедійний серіал «Залишіть це Біверу» (1957—1963), де роль Ворда Клівера зіграв Г'ю Бомонт .
За час своєї кар'єри Шоволтер зіграв у таких серіалах, як «Димок зі стовбура» (1957), «Театр „Дженерал Електрик“» (1959—1962), «Театр 90», «Річард Даймонд, приватний детектив» (1960), «Шоу Енді Гріффіта» (1961), «Сутінкова зона» (1961), «Доктор Кілдер» (1962—1964), «Моя дружина мене приворожила» (1965), «Шоу Боба Ньюгарта» (1975), «Коджак» (1975). Крім того, він неодноразово грав у таких популярних серіалах, як «Гейзел» (1963—1964), «Шоу Лоретти Янг» (1954—1955), «Перрі Мейсон» (1958—1965) і «Шоу Люсі» (1964—1965). У 1980 році Шоволтер грав постійну роль у комедійному серіалі «Шоу Стокард Ченнінг» (11 епізодів).

### Пізні роки життя
У 1958 році для зйомок у фільмі «Це трапилося з Джейн» Шоуолтер вперше приїхав до невеликого містечка Честер у Коннектикуті. У 1984 році він знову прибув до Честера як композитор зі своїм мюзиклом «Гарріган і Гарт», після чого залишився в місті, зробивши його своїм постійним місцем проживання. Він працював у Театральному центрі Юдіна О'Ніла, де вів музичні майстерні та викладав. Шоволтер також брав активну участь у житті театрального співтовариства штату, особливо оперного театру Goodspeed, драматичного театру Ivoryton, Національного театру глухих і Театрального центру О'Ніла.
1998 року Шоволтер отримав нагороду «Дух Коннектикуту» за свій внесок у розвиток мистецтв і туризму в штаті. Він написав різдвяний мюзикл «Дотик дитини», і протягом багатьох років був продюсером, режисером і ведучим цього мюзиклу, який йшов на кількох сценах у Коннектикуті. Як пише Ріццо, «відкритий, сповнений чарівності і знаючий масу захоплюючих історій про свою довгу і різноманітну кар'єру, Шоволтер був людиною, з якою було легко дружити. Він підтримував дружні стосунки з багатьма колегами, особливо з Люсіль Болл і Кетрін Гепберн».

### Смерть
Макс Шоволтер помер 30 липня 2000 року в Міддлтауні, Коннектикут, у віці 83 років від раку.

## Вибрана фільмографія
- Шоу Лоретти Янг (4 епізоди, 1954–1955)
- Хтось там нагорі любить мене (1956)
- Димок зі ствола (1 епізод, 1957)
- Перрі Мейсон (6 епізоди, 1958–1965)
- Дейвід Нівен (1 епізод, 1959)
- Сутінкова зона (1 епізод, 1961)
- Elmer Gantry (1960)
- Посунься, кохана (1963)
- Ліщина (3 епізоди, 1963-1964)
- Доля — мисливець (1964)
- Як вбити свою дружину (1965)
- Наввипередки з місяцем (1984)
- Шістнадцять свічок (1984)

## Акторське амплуа та оцінка творчості
Кінооглядач Френк Ріццо назвав Шоволтера «одним із видатних і досвідчених характерних акторів на сцені, екрані та телебаченні». Гел Еріксон охарактеризував його як «майстерного комічного актора», який в «основному грав характерні ролі».
Як зазначено в Лос-Анджелес Таймс, Шоволтер був «характерним актором, кар'єра якого на сцені і на екрані поєднувала його з усіма від Мерилін Монро до Бо Дерек». Разом з тим, як зазначає Ріццо, «Шоволтер, який більшу частину своєї кар'єри виступав під ім'ям Кейсі Адамс, був кимось значно більшим, ніж актор із особливим голосом та добрим виглядом. Протягом понад 60 років у шоу-бізнесі Шоволтер був також співаком, композитором, письменником, учителем, художником та меценатом».
Крім кіно, телебачення та театру Шоволтер був композитором, автором пісень та піаністом. Шоволтер писав музику для багатьох шоу, в тому числі, для першого знятого для телебачення мюзиклу «Час для кохання» (1939). Він також писав пісні для першого американського ревю Герміони Джинголд, англійського шоу «Йди за зброєю» та різдвяного мюзиклу «Дотик дитини», що розповідає історію Йосипа та Марії.
Як зазначав Френк Ріццо, «багатий голос Шоволтера з інтонаціями гумору, лукавства та життєрадісності прикрашав безліч рекламних роликів, від пива Rheingold Beer у 1950-і роки до бритв Bic у 1980-х».